# Liga Nacional de Basketball de 2018
La Liga Nacional de Basketball 2018 es la octava edición desde la implantación de esta competencia nacional de clubes.
Regatas Lima es el defensor del título, tras haber vencido al Faraday de Arequipa, por un margen de dos puntos en el play off final.

## Sistema de competición
Para la primera fase, los dieciséis equipos son divididos en cuatro grupos de cuatro equipos cada uno. Dentro de cada grupo, a cada equipo le toca jugar con el otro una vez con el fin de acumular la mayor cantidad de puntos. Al finalizar los seis juegos, los dos mejores equipos de cada grupo clasifican al Super 8.
En el Super 8, los ocho equipos clasificados son divididos nuevamente en dos grupos de cuatro equipos, usando el mismo formato que en los grupos iniciales, se clasifican al Cuadrangular semifinal los dos mejores equipos de cada grupo.
El Cuadrangular semifinal es conformado por un solo grupo del mismo formato de todos contra todos, los dos mejores equipos de este, juegan los Play offs finales. El equipo que gana estos play offs se consagra campeón de la Liga
Nacional.

## Equipos participantes
Ocho ligas nacionales poseen un cupo para la Liga Nacional, mientras que dos poseen tres cupos. Los 3 cupos restantes son obtenidos mediante el Torneo Nacional de Ascenso.
Las ligas de Huacho, Ica, Moquegua y Tambo no se hicieron presentes en esta edición, las de Huancayo, Huánuco, Juliaca y Tacna tomaron sus respectivos lugares.
En esta edición, solo dos equipos de Arequipa participaron, por lo que se dio un cupo extra a Huancayo.
| Liga        | Equipo       |
| ----------- | ------------ |
| Lima        | Bastilla     |
| Lima        | EOFAP        |
| Lima        | Regatas Lima |
| Arequipa    | La Salle     |
| Arequipa    | San José     |
| Huancayo    | Claretiana   |
| Huancayo    | Dayana       |
| Ayacucho    | San Antonio  |
| Huánuco     | Sherekhan    |
| Huaraz      | S. Francisco |
| Juliaca     | Palcor       |
| Quillabamba | None         |
| Tacna       | Holiday      |
| Tarma       | Vicentinos   |
| Trujillo    | Etoway       |
| Wanchaq     | Bylys        |

## Primera Fase
– Clasificado al Super 8.

#### Serie A
- Sede: Huancayo

| Equipo    | PJ | PG | PP | Pts |
| --------- | -- | -- | -- | --- |
| Dayana    | 3  | 3  | 0  | 6   |
| Bastilla  | 3  | 2  | 1  | 5   |
| Vicentino | 3  | 1  | 2  | 4   |
| Sherekhan | 0  | 0  | 3  | 3   |

| 17 de agosto de 2018, 19:00 | Bastilla                                      | 74–70 | Vicentino |                                                                       |
|                             | Parciales: 19 - 21, 15 - 15, 22 - 19, 18 - 15 |       |           |                                                                       |
|                             |                                               |       |           | Pabellón: Coliseo Salesiano Principal, Huancayo Árbitros: Julio Aular |

| 17 de agosto de 2018, 21:00 | Dayana                                       | 82–64 | Sherekhan |                                                                     |
|                             | Parciales: 19 - 14, 21 - 20, 19 - 9, 23 - 21 |       |           |                                                                     |
|                             |                                              |       |           | Pabellón: Coliseo Salesiano Principal, Huancayo Árbitros: Juan Lazo |

| 18 de agosto de 2018, 18:00 | Bastilla                                      | 89–70 | Sherekhan |                                                                       |
|                             | Parciales: 24 - 16, 20 - 22, 28 - 14, 17 - 18 |       |           |                                                                       |
|                             |                                               |       |           | Pabellón: Coliseo Salesiano Principal, Huancayo Árbitros: Julio Aular |

| 18 de agosto de 2018, 21:00 | Vicentino                                     | 80–81 | Dayana |                                                                     |
|                             | Parciales: 18 - 21, 29 - 12, 15 - 23, 18 - 25 |       |        |                                                                     |
|                             |                                               |       |        | Pabellón: Coliseo Salesiano Principal, Huancayo Árbitros: Juan Lazo |

| 19 de agosto de 2018, 17:00 | Dayana                                                 | 99–95 | Bastilla |                                                                     |
|                             | Parciales: 19 - 33, 20 - 15, 21 - 26, 24 - 10, 15 - 11 |       |          |                                                                     |
|                             |                                                        |       |          | Pabellón: Coliseo Salesiano Principal, Huancayo Árbitros: Juan Lazo |

| 19 de agosto de 2018, 21:00 | Sherekhan                                     | 74–81 | Vicentino |                                                                       |
|                             | Parciales: 20 - 19, 14 - 18, 20 - 19, 20 - 25 |       |           |                                                                       |
|                             |                                               |       |           | Pabellón: Coliseo Salesiano Principal, Huancayo Árbitros: Julio Aular |

#### Serie B
- Sede: Ayacucho

| Equipo        | PJ | PG | PP | Pts |
| ------------- | -- | -- | -- | --- |
| Etoway        | 3  | 3  | 0  | 6   |
| San Francisco | 3  | 2  | 1  | 5   |
| EOFAP         | 3  | 1  | 2  | 4   |
| San Antonio   | 3  | 0  | 3  | 3   |

| 17 de agosto de 2018, 19:00 | EOFAP                                         | 73–76 | Etoway |                                                                       |
|                             | Parciales: 13 - 14, 16 - 18, 21 - 18, 23 - 26 |       |        |                                                                       |
|                             |                                               |       |        | Pabellón: Coliseo Ciudad de Caracas, Ayacucho Árbitros: Ámbar Ramírez |

| 17 de agosto de 2018, 21:00 | San Antonio                                | 43–101 | San Francisco |                                                                        |
|                             | Parciales: 7 - 30, 8 - 28, 9 - 20, 19 - 23 |        |               |                                                                        |
|                             |                                            |        |               | Pabellón: Coliseo Ciudad de Caracasl, Ayacucho Árbitros: Ámbar Ramírez |

| 18 de agosto de 2018, 18:00 | San Francisco                                | 82–71 | EOFAP |                                                                            |
|                             | Parciales: 15 - 18, 8 - 18, 26 - 10, 33 - 25 |       |       |                                                                            |
|                             |                                              |       |       | Pabellón: Coliseo Ciudad de Caracasl, Ayacucho Árbitros: Bartolomé Estrada |

| 18 de agosto de 2018, 20:00 | Etoway                                        | 93–72 | San Antonio |                                                                            |
|                             | Parciales: 21 - 18, 23 - 10, 18 - 20, 31 - 24 |       |             |                                                                            |
|                             |                                               |       |             | Pabellón: Coliseo Ciudad de Caracasl, Ayacucho Árbitros: Bartolomé Estrada |

| 19 de agosto de 2018, 14:00 | San Antonio                                  | 53–70 | EOFAP |                                                                            |
|                             | Parciales: 12 - 15, 16 - 16, 4 - 16, 21 - 23 |       |       |                                                                            |
|                             |                                              |       |       | Pabellón: Coliseo Ciudad de Caracasl, Ayacucho Árbitros: Bartolomé Estrada |

| 19 de agosto de 2018, 16:00 | San Francisco                                 | 95–103 | Etoway |                                                                            |
|                             | Parciales: 19 - 23, 23 - 24, 19 - 20, 42 - 28 |        |        |                                                                            |
|                             |                                               |        |        | Pabellón: Coliseo Ciudad de Caracasl, Ayacucho Árbitros: Bartolomé Estrada |

#### Serie C
- Sede: Arequipa

| Equipo   | PJ | PG | PP | Pts |
| -------- | -- | -- | -- | --- |
| San José | 3  | 3  | 0  | 6   |
| La Salle | 3  | 2  | 1  | 5   |
| Bylys    | 3  | 1  | 2  | 4   |
| None     | 3  | 0  | 3  | 3   |

| 24 de agosto de 2018, 19:00 | La Salle                                     | 73–51 | Bylys |                                                          |
|                             | Parciales: 18 - 19, 24 - 10, 17 - 6, 14 - 16 |       |       |                                                          |
|                             |                                              |       |       | Pabellón: Coliseo Arequipa, Arequipa Árbitros: Juan Lazo |

| 24 de agosto de 2018, 21:00 | San José                                     | 85–56 | None |                                                          |
|                             | Parciales: 19 - 14, 19 - 19, 15 - 34, 13 - 8 |       |      |                                                          |
|                             |                                              |       |      | Pabellón: Coliseo Arequipa, Arequipa Árbitros: Juan Lazo |

| 25 de agosto de 2018, 18:00 | La Salle | 72–49 | None |                                      |
|                             |          |       |      |                                      |
|                             |          |       |      | Pabellón: Coliseo Arequipa, Arequipa |

| 25 de agosto de 2018, 20:00 | Bylys | 52–90 | San José |                                      |
|                             |       |       |          |                                      |
|                             |       |       |          | Pabellón: Coliseo Arequipa, Arequipa |

| 26 de agosto de 2018, 15:00 | None                                          | 85–92 | Bylys |                                                              |
|                             | Parciales: 26 - 21, 20 - 27, 15 - 19, 24 - 25 |       |       |                                                              |
|                             |                                               |       |       | Pabellón: Coliseo Arequipa, Arequipa Árbitros: Reinaldo León |

| 26 de agosto de 2018, 17:00 | San José                                      | 68–63 | La Salle |                                                          |
|                             | Parciales: 10 - 21, 21 - 10, 22 - 17, 15 - 15 |       |          |                                                          |
|                             |                                               |       |          | Pabellón: Coliseo Arequipa, Arequipa Árbitros: Juan Lazo |

#### Serie D
- Sede: Huancayo

| Equipo       | PJ | PG | PP | Pts |
| ------------ | -- | -- | -- | --- |
| Claretiana   | 3  | 2  | 1  | 5   |
| Regatas Lima | 3  | 2  | 1  | 5   |
| Holiday      | 3  | 1  | 2  | 4   |
| Palcor       | 3  | 1  | 2  | 4   |

| 24 de agosto de 2018, 19:00 | Regatas                                       | 92–82 | Palcor |                                                              |
|                             | Parciales: 24 - 21, 28 - 15, 20 - 16, 20 - 30 |       |        |                                                              |
|                             |                                               |       |        | Pabellón: Coliseo Claretiano, Huancayo Árbitros: Julio Aular |

| 24 de agosto de 2018, 21:00 | Claretiana                                    | 77–73 | Holiday |                                                              |
|                             | Parciales: 19 - 17, 24 - 21, 22 - 16, 12 - 19 |       |         |                                                              |
|                             |                                               |       |         | Pabellón: Coliseo Claretiano, Huancayo Árbitros: Julio Aular |

| 25 de agosto de 2018, 18:00 | Regatas                                      | 58–70 | Holiday |                                                              |
|                             | Parciales: 7 - 17, 15 - 18, 19 - 13, 17 - 22 |       |         |                                                              |
|                             |                                              |       |         | Pabellón: Coliseo Claretiano, Huancayo Árbitros: Julio Aular |

| 25 de agosto de 2018, 20:00 | Palcor                                        | 74–86 | Claretiana |                                                                |
|                             | Parciales: 15 - 11, 18 - 19, 20 - 34, 21 - 22 |       |            |                                                                |
|                             |                                               |       |            | Pabellón: Coliseo Claretiano, Ayacucho Árbitros: Ámbar Ramírez |

| 26 de agosto de 2018, 15:00 | Holiday                                       | 90–91 | Palcor |                                                              |
|                             | Parciales: 19 - 19, 29 - 18, 16 - 29, 26 - 25 |       |        |                                                              |
|                             |                                               |       |        | Pabellón: Coliseo Claretiano, Ayacucho Árbitros: Julio Aular |

| 26 de agosto de 2018, 17:00 | Claretiana                                    | 74–76 | Regatas |                                                                |
|                             | Parciales: 17 - 16, 27 - 18, 20 - 21, 10 - 21 |       |         |                                                                |
|                             |                                               |       |         | Pabellón: Coliseo Claretiano, Ayacucho Árbitros: Ámbar Ramírez |

## Segunda Fase
– Clasificado al Cuadrangular semifinal.

#### Serie A
- Sede: Huaraz

| Equipo        | PJ | PG | PP | Pts |
| ------------- | -- | -- | -- | --- |
| La Salle      | 3  | 3  | 0  | 6   |
| San Francisco | 3  | 2  | 1  | 5   |
| Regatas Lima  | 3  | 1  | 2  | 4   |
| Dayana        | 3  | 0  | 3  | 3   |

| 7 de septiembre de 2018, 19:00 | La Salle                                     | 63–44 | Regatas |                                                                   |
|                                | Parciales: 17 - 16, 20 - 6, 12 - 11, 14 - 11 |       |         |                                                                   |
|                                |                                              |       |         | Pabellón: Coliseo Cerrado de Huaraz, Huaraz Árbitros: Julio Aular |

| 7 de septiembre de 2018, 21:00 | San Francisco                                 | 93–77 | Dayana |                                                                       |
|                                | Parciales: 27 - 21, 18 - 18, 17 - 20, 28 - 18 |       |        |                                                                       |
|                                |                                               |       |        | Pabellón: Coliseo Cerrado de Huaraz, Huaraz Árbitros: Humberto Zabala |

| 8 de septiembre de 2018, 18:00 | La Salle                                     | 63–44 | Regatas |                                                                     |
|                                | Parciales: 17 - 16, 20 - 6, 12 - 11, 14 - 11 |       |         |                                                                     |
|                                |                                              |       |         | Pabellón: Coliseo Cerrado de Huaraz, Huaraz Árbitros: Ámbar Ramírez |

| 8 de septiembre de 2018, 20:00 | San Francisco                                 | 65–58 | Dayana |                                                                   |
|                                | Parciales: 17 - 11, 14 - 17, 16 - 11, 18 - 19 |       |        |                                                                   |
|                                |                                               |       |        | Pabellón: Coliseo Cerrado de Huaraz, Huaraz Árbitros: Julio Aular |

| 9 de septiembre de 2018, 15:00 | Regatas                                       | 92–58 | Dayana |                                                                     |
|                                | Parciales: 11 - 15, 29 - 11, 29 - 14, 23 - 18 |       |        |                                                                     |
|                                |                                               |       |        | Pabellón: Coliseo Cerrado de Huaraz, Huaraz Árbitros: Ámbar Ramírez |

| 9 de septiembre de 2018, 17:00 | San Francisco                                 | 85–92 | La Salle |                                                                   |
|                                | Parciales: 16 - 20, 20 - 29, 19 - 20, 30 - 23 |       |          |                                                                   |
|                                |                                               |       |          | Pabellón: Coliseo Cerrado de Huaraz, Huaraz Árbitros: Julio Aular |

#### Serie B
- Sede: Trujillo

| Equipo     | PJ | PG | PP | Pts |
| ---------- | -- | -- | -- | --- |
| San José   | 3  | 2  | 1  | 5   |
| Bastilla   | 3  | 2  | 1  | 5   |
| Claretiana | 3  | 2  | 1  | 5   |
| Etoway     | 3  | 0  | 3  | 3   |

| 14 de septiembre de 2018, 21:00 | San José                                      | 109–80 | Claretiana |                                                              |
|                                 | Parciales: 35 - 13, 27 - 24, 24 - 17, 23 - 26 |        |            |                                                              |
|                                 |                                               |        |            | Pabellón: Coliseo Gran Chimú, Trujillo Árbitros: Julio Aular |

| 14 de septiembre de 2018, 21:00 | Etoway                                        | 78–98 | Bastilla |                                                                  |
|                                 | Parciales: 16 - 30, 18 - 16, 22 - 27, 22 - 25 |       |          |                                                                  |
|                                 |                                               |       |          | Pabellón: Coliseo Gran Chimú, Trujillo Árbitros: Humberto Zavala |

| 15 de septiembre de 2018, 18:00 | Bastilla                                      | 88–93 | Claretiana |                                                              |
|                                 | Parciales: 22 - 32, 15 - 24, 28 - 21, 23 - 16 |       |            |                                                              |
|                                 |                                               |       |            | Pabellón: Coliseo Gran Chimú, Trujillo Árbitros: Julio Aular |

| 15 de septiembre de 2018, 20:00 | Etoway                                        | 69–84 | San Francisco |                                                                  |
|                                 | Parciales: 14 - 21, 17 - 21, 15 - 20, 23 - 22 |       |               |                                                                  |
|                                 |                                               |       |               | Pabellón: Coliseo Gran Chimú, Trujillo Árbitros: Humberto Zavala |

| 16 de septiembre de 2018, 15:00 | San José                                      | 95–104 | Bastilla |                                                              |
|                                 | Parciales: 18 - 29, 20 - 17, 27 - 26, 28 - 25 |        |          |                                                              |
|                                 |                                               |        |          | Pabellón: Coliseo Gran Chimú, Trujillo Árbitros: Julio Aular |

| 16 de septiembre de 2018, 17:00 | Claretiana                                    | 85–75 | Etoway |                                                                  |
|                                 | Parciales: 17 - 20, 20 - 17, 26 - 20, 22 - 18 |       |        |                                                                  |
|                                 |                                               |       |        | Pabellón: Coliseo Gran Chimú, Trujillo Árbitros: Humberto Zavala |

## Tercera Fase
– Clasificado a los Play offs finales.
- Sede: Huaraz

| Equipo        | PJ | PG | PP | Pts |
| ------------- | -- | -- | -- | --- |
| San José      | 3  | 2  | 1  | 6   |
| La Salle      | 3  | 2  | 1  | 5   |
| San Francisco | 3  | 2  | 1  | 4   |
| Bastilla      | 3  | 0  | 3  | 3   |

| 21 de septiembre de 2018, 19:30 | San José                                      | 75–66 | La Salle |                                                                     |
|                                 | Parciales: 12 - 14, 19 - 16, 19 - 19, 26 - 17 |       |          |                                                                     |
|                                 |                                               |       |          | Pabellón: Coliseo Cerrado de Huaraz, Huaraz Árbitros: Ámbar Ramírez |

| 21 de septiembre de 2018, 21:00 | San Francisco                                 | 100–96 | Bastilla |                                                                   |
|                                 | Parciales: 27 - 18, 22 - 25, 25 - 25, 26 - 28 |        |          |                                                                   |
|                                 |                                               |        |          | Pabellón: Coliseo Cerrado de Huaraz, Huaraz Árbitros: Julio Aular |

| 22 de septiembre de 2018, 18:00 | Bastilla                                     | 70–101 | San José |                                                                     |
|                                 | Parciales: 7 - 17, 19 - 20, 20 - 30, 24 - 34 |        |          |                                                                     |
|                                 |                                              |        |          | Pabellón: Coliseo Cerrado de Huaraz, Huaraz Árbitros: Ámbar Ramírez |

| 22 de septiembre de 2018, 20:00 | La Salle                                      | 85–84 | San Francisco |                                                                   |
|                                 | Parciales: 26 - 19, 17 - 18, 17 - 14, 25 - 33 |       |               |                                                                   |
|                                 |                                               |       |               | Pabellón: Coliseo Cerrado de Huaraz, Huaraz Árbitros: Inaldo Leon |

| 23 de septiembre de 2018, 15:00 | Bastilla                                      | 66–91 | La Salle |                                                                 |
|                                 | Parciales: 23 - 26, 14 - 15, 13 - 31, 16 - 19 |       |          |                                                                 |
|                                 |                                               |       |          | Pabellón: Coliseo Cerrado de Huaraz, Huaraz Árbitros: Juan Lazo |

| 23 de septiembre de 2018, 17:00 | San Francisco                                 | 98–100 | San José |                                                                   |
|                                 | Parciales: 26 - 22, 16 - 26, 22 - 20, 34 - 32 |        |          |                                                                   |
|                                 |                                               |        |          | Pabellón: Coliseo Cerrado de Huaraz, Huaraz Árbitros: Julio Aular |

## Final
| 12 de octubre de 2018, 20:00 | San José                                     | 55–81 | La Salle |                                                            |
|                              | Parciales: 6 - 21, 12 - 22, 18 - 21, 19 - 17 |       |          |                                                            |
|                              |                                              |       |          | Pabellón: Coliseo Arequipa, Arequipa Árbitros: Julio Aular |

| 13 de octubre de 2018, 20:00 | La Salle                                      | 81–78 | San José |                                                            |
|                              | Parciales: 17 - 17, 14 - 15, 23 - 24, 27 - 22 |       |          |                                                            |
|                              |                                               |       |          | Pabellón: Coliseo Arequipa, Arequipa Árbitros: Julio Aular |

Campeón
La Salle
Primer título

### Posiciones finales[1]
| Equipo | Equipo        | Liga        |
| ------ | ------------- | ----------- |
| 1      | La Salle      | Arequipa    |
| 2      | San José      | Arequipa    |
| 3      | San Francisco | Huaraz      |
| 4      | Bastilla      | Lima        |
| 5      | Claretiana    | Huancayo    |
| 6      | Regatas       | Lima        |
| 7      | Etoway        | Trujillo    |
| 8      | Dayana        | Huancayo    |
| 9      | Holiday       | Tacna       |
| 10     | EOFAP         | Lima        |
| 11     | Vicentinos    | Tarma       |
| 12     | Bylys         | Wanchaq     |
| 13     | Palcor        | Juliaca     |
| 14     | Sherekhan     | Huánuco     |
| 15     | None          | Quillabamba |
| 16     | San Antonio   | Ayacucho    |